# Гетерохромія в котів

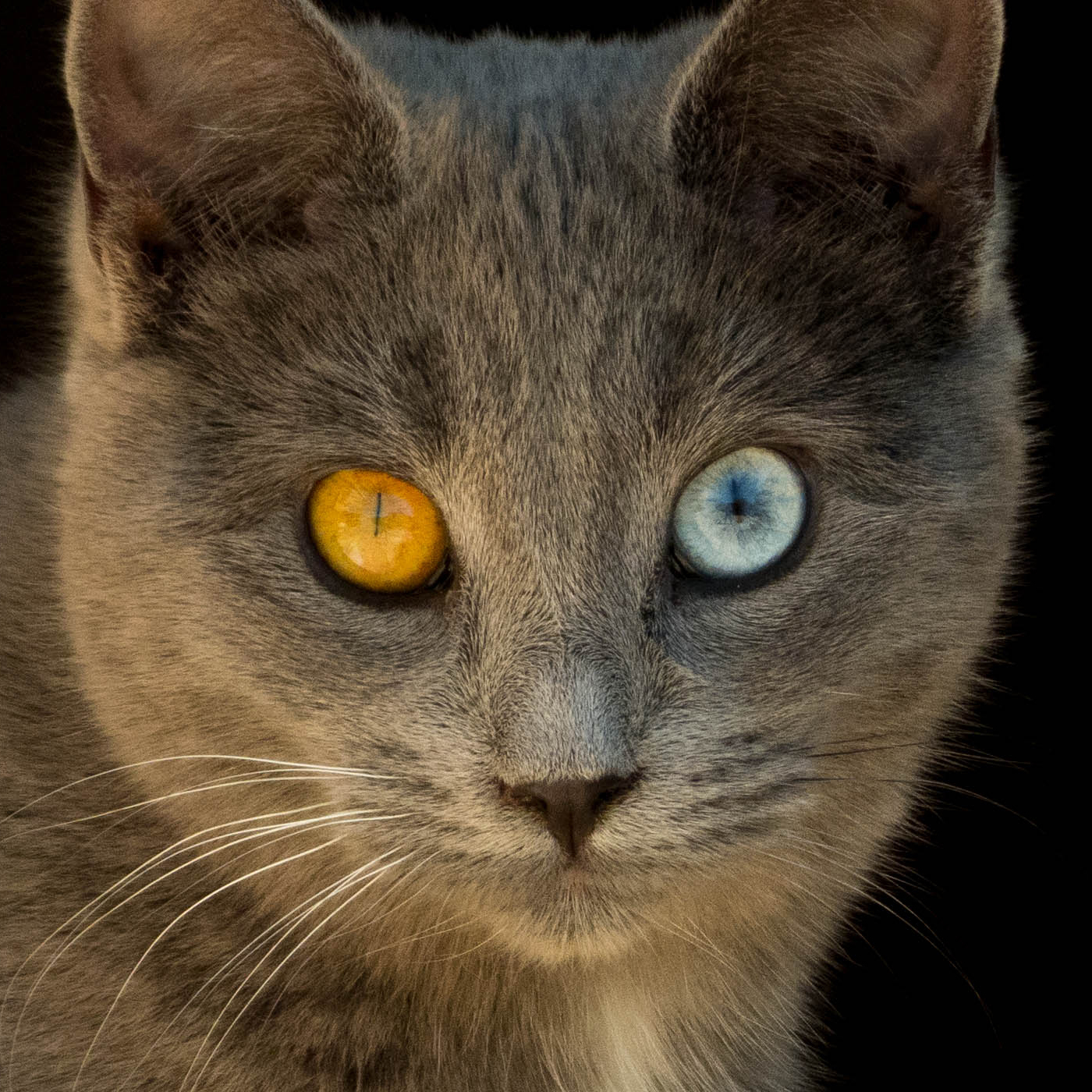
Біло-блакитний кіт з гетерохромією

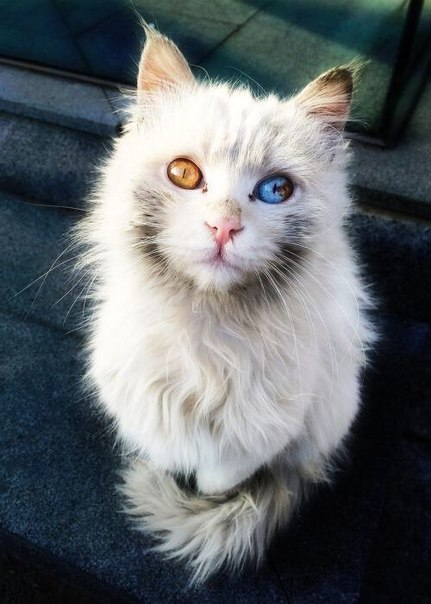
Кіт із повною гетерохромією (бурштинове та блакитне око) та секторальною гетерохромією в блакитному оці (частково коричневого кольору)

Гетерохромія у котів проявляється в тому, що вони мають одне блакитне око та одне зелене, жовте, бурштинове або каре око. Це котяча форма повної гетерохромії, захворювання, яке зустрічається у деяких інших тварин, включно з людьми. Існує також секторальна (часткова) гетерохромія, коли два різних кольори зустрічаються в одній райдужній оболонці ока. Захворювання найчастіше вражає однотонних білих кішок, але може зустрічатися і у кішок будь-якого іншого кольору шерсті.

## Генетика

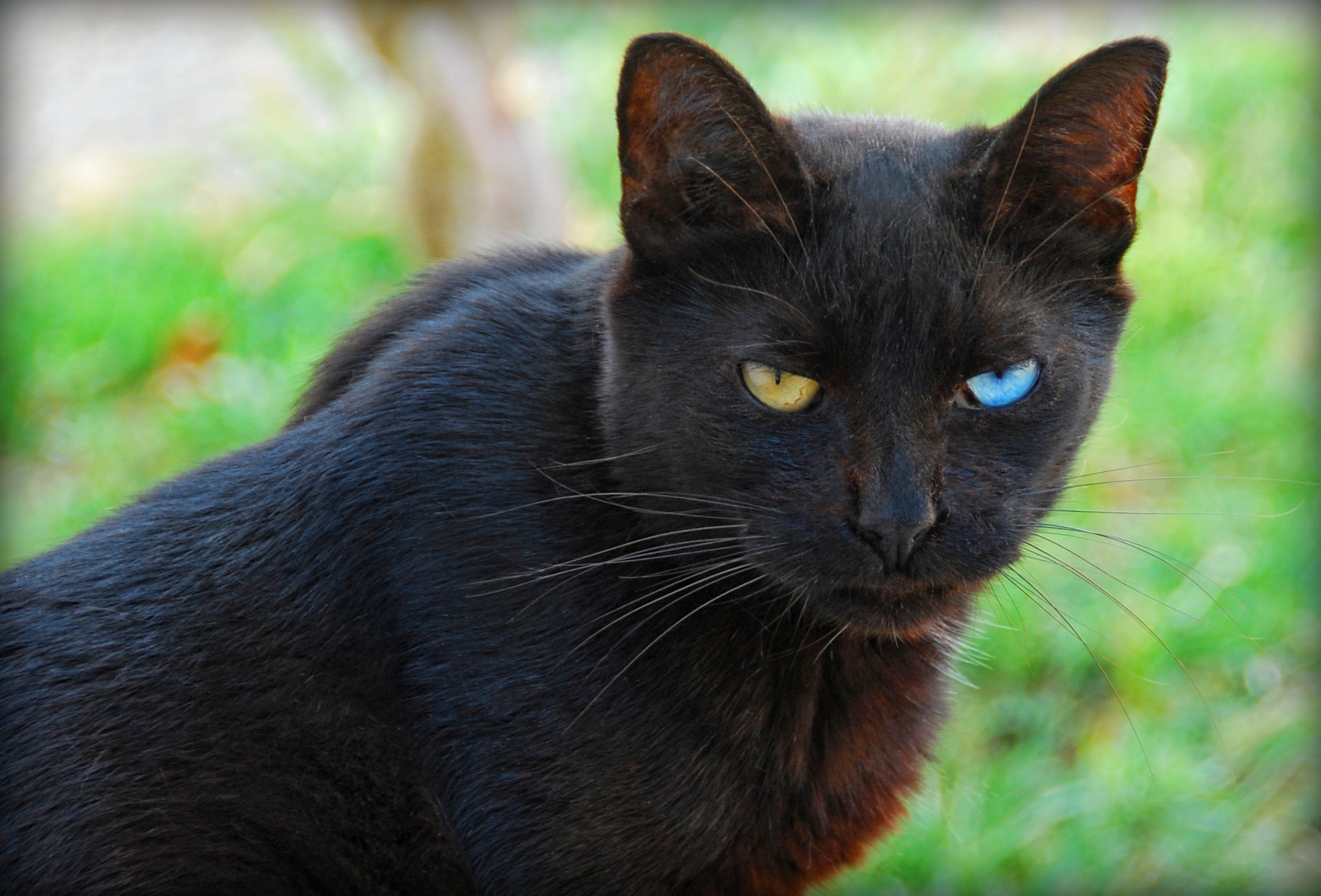
Рідкісна переважно чорна кішка з гетерохромією

Гетерохромія у котів виникає, коли або епістатичний (рецесивний) ген білого або домінантний білий (який маскує будь-які інші гени забарвлення і перетворює кішку на повністю білу) або ген білої плямистості (який є геном, відповідальним за двоколірність шерсті) запобігає потраплянню гранул меланіну(пігменту) в одне око під час розвитку, що приводить до того, що кішка має одне блакитне та одне зелене, жовте, янтарне або каре око. Приблизно 15-40% білих кішок мають одне або два блакитних ока.
Захворювання непарних очей рідко зустрічається у кішок, у яких відсутній ген домінантного білого та білої плямистості. Ці коти несуть домінантний ген блакитних очей, який не пов’язаний із забарвленням шерсті. Відомим прикладом такого випадку є Блакитноока кішка, яка є породою, що вимерла.

## Породи кішок
Гетерохромія зустрічається у всіх домашніх котів і не пов’язана з певною породою. Однак коти з очима різного забарвлення популярні серед кількох порід, зокрема ван, турецький ван, турецька ангора, сфінкс, перська, орієнтальна, японський бобтейл і као-мані. У японського бобтейла різні очі найчастіше зустрічаються у кішок каліко.

## Кошенята
Як і деякі інші новонароджені ссавці, усі коти в дитинстві блакитноокі й з дорослішанням це може змінюватися. Різниця в кольорі у кошеня з гетерохромією може або бути зовсім непомітною або лише за уважного огляду. Такі кошенята мають різні відтінки блакитного кольору в кожному оці. Колір відмінного ока змінюється протягом кількох місяців, наприклад, від блакитного до зеленого та жовтого або від зеленого до блакитного та жовтого, поки воно не досягне остаточного, дорослого кольору.

## Глухота у кішок з різними очима

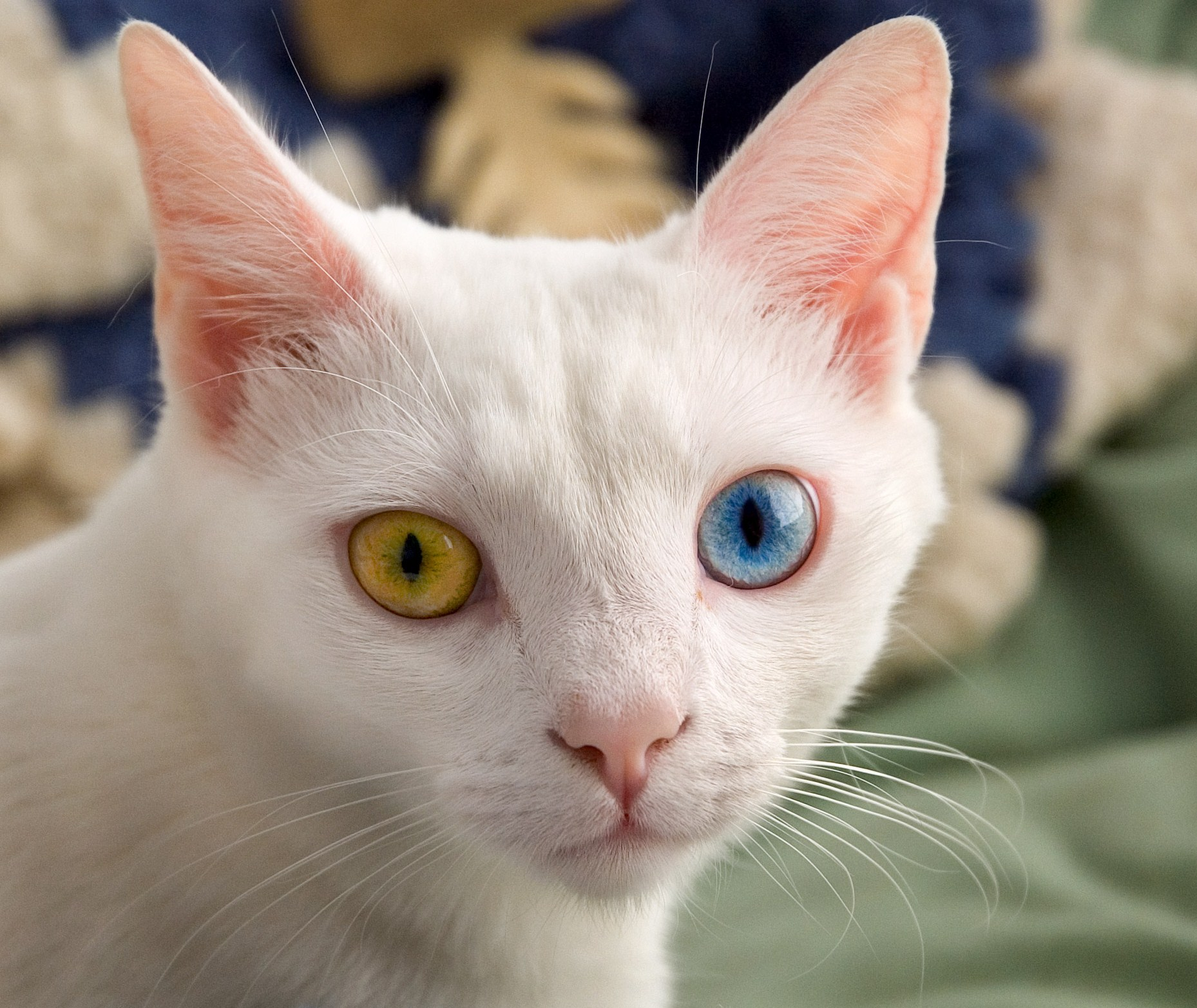
Типовий приклад суцільно-білого кота з гетерохромією

Існує поширена помилкова думка, що всі кішки з гетерохромією народжуються глухими на одне вухо. Це неправда, проте повністю білі коти з одним або двома блакитними очима дійсно мають більшу частоту генетичної глухоти, причому ген білого інколи викликає дегенерацію вушної раковини, що починається через кілька днів після народження. У білих кішок з гетерохромією вухо з боку блакитного ока може бути глухим, тоді як інше вухо, зі сторони ока іншого кольору, зазвичай, має нормальний слух.
Встановлений зв’язок між глухотою та гетерохромією виявляється у зв’язку між глухотою, блакитними очима та однотонним білим забарвленням шерсті. Існує кілька різних генів, відповідальних за блакитні (включно з очима різного кольору) та і деякі з цих генів не пов’язані з білим забарвленням шерсті або глухотою (наприклад, «сіамський» ген плямистого забарвлення, ген Блакитноокої кішки тощо). Наприклад, однотонні білі блакитноокі кішки Іноземні білі або блакитноокі не пов'язані з глухотою. Глухота залежить від генотипу кішки (генетики), а не від фенотипу (зовнішності). Тому не всі суцільно-білі кішки з одним або двома блакитними очима є глухими. Небажано продовжувати розведення від глухих білих кішок, оскільки ця риса спадково передається. BAER-тест (Реєстрація викликаних відповідей стовбура мозку на звукову стимуляцію) використовується для перевірки глухоти у котів.
За оцінками вчених, близько 10–20% не блакитнооких однотонних білих кішок народжуються глухими або стають глухими в процесі старіння, тоді як приблизно 30–40% однотонних білих котів з гетерохромією є глухими. Серед однотонних білих кішок з двома блакитними очима 60–80% глухі. Кішок класифікують як глухих, якщо одне або два вуха уражені глухотою.

## Блиск та ефект червоних очей

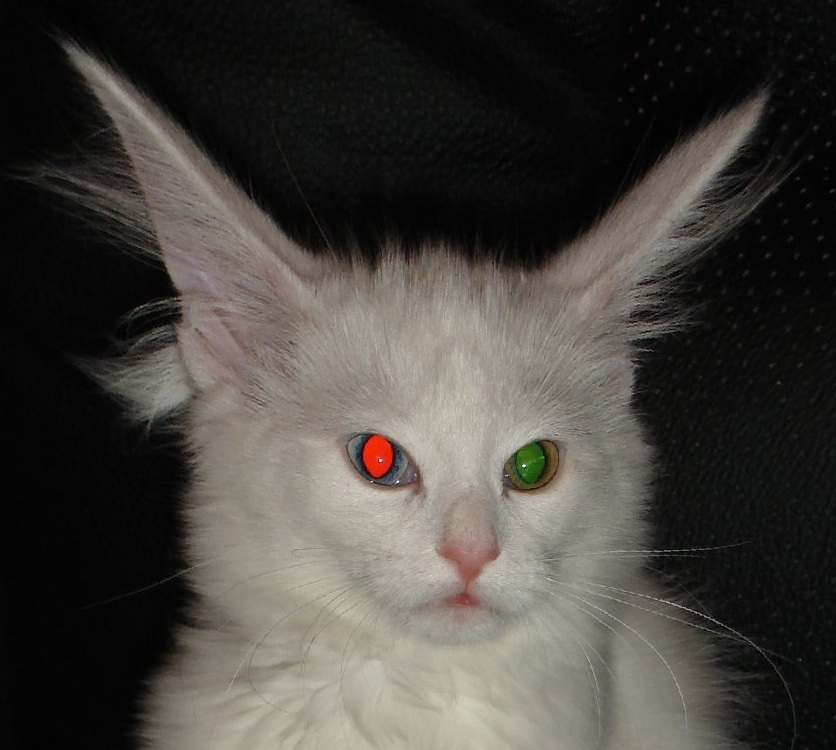
Ефект червоних очей при зйомці зі спалахом у блакитному оці, але не в жовтому оці кота

На фотографіях зі спалахом коти з гетерохромією зазвичай демонструють ефект червоних очей лише у блакитному оці. Це пов’язано з комбінованим ефектом (нормальної) присутності тапетуму в обох очах і відсутності меланіну в блакитному оці. Тапетум створює блиск обох очей, але в не блакитних очах шар меланіну, що розташований на шарі тапетуму, вибірково видаляє деякі кольори світла.

## Культура та фольклор

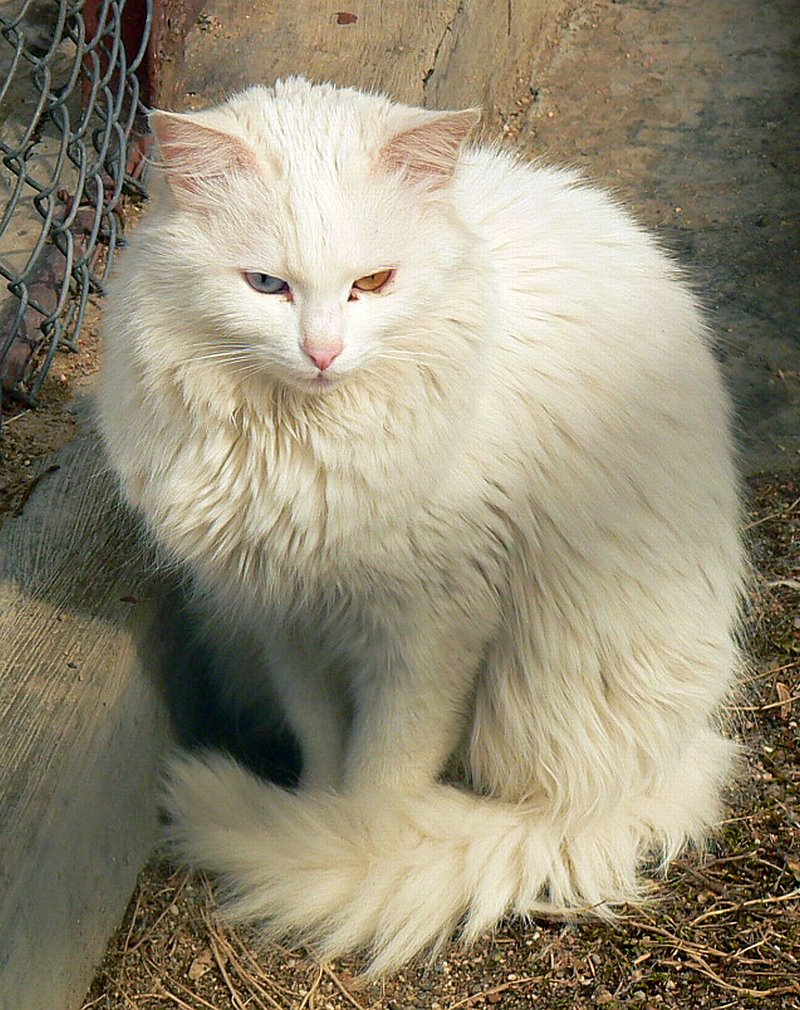
Біла турецька ангора з блакитним і бурштиновим оком в зоопарку Анкари

Лісова ферма та зоопарк Ататюрка в Анкарі має програму розведення чисто білих турецьких ангорських котів. Зоопарк особливо цінував ангор з різними очима, оскільки турецький фольклор свідчить, що «очі повинні бути зеленими, як озеро і блакитними, як небо».
Домашня улюблениця пророка Мухаммеда, ангора Муезза, вважалася кішкою з гетерохромією.
Талісманом чемпіонату світу з баскетболу 2010 року, який приймала Туреччина, був антропоморфний ван, з очима різного кольору, на прізвисько Баскат.